# Marcírio Goulart Loureiro

Deputado Marcirio Goulart Loureiro

Marcírio Goulart Loureiro (26 de janeiro de 1915 — 17 de junho de 1971) foi um político brasileiro.
Marcirio Goulart Loureiro nasceu no município de São Borja, Rio Grande do Sul, em 26 de janeiro de 1915. Era o segundo, entre os cinco filhos e duas filhas do casal  Simeão Estelita Loureiro e Balbina Goulart Loureiro, esta, tia do futuro presidente João Goulart, ambos comerciantes na zona rural do município. No ano de 1952 elegeu-se vereador da Comarca de São Borja, atuando em favor das estradas e acessos ao campo, pelo beneficiamento da água, moradias e educação, que eram o mote de suas campanhas, até o ano de 1955 quando elegeu-se Prefeito de São Borja. Na capital do estado, Porto Alegre, foi eleito, em 3 de outubro de 1959, deputado estadual, pelo PTB, para a 40ª Legislatura da Assembleia Legislativa do Rio Grande do Sul e reeleito para 41ª Legislatura da Assembleia Legislativa do Rio Grande do Sul. Neste mesmo ano se dedicou a trazer recursos financeiros para o estado e para a construção da usina de Furnas em Jaguari e Alegrete. Entre 1963 e 1967 foi presidente da Comissão de Educação e Saúde, e participou das Comissões de Finanças para trazer recursos que custeassem a construção de estradas no Rio Grande do Sul. Entre 1967 e 1971, sua ultima candidatura, aí na cadeira de primeiro suplente, foi eleito Vice Presidente da Comissão de Serviço Publico e Assistência Social, participou da Comissão de estudos para fabricação de medicamentos essenciais pelo estado e fazia parte da Comissão de Finanças e Orçamento. Faleceu em 17 de junho de 1971 de câncer. Em Porto Alegre, em homenagem a sua dedicação à educação, encontra-se a Escola Municipal Marcírio Goulart Loureiro situada à R. Saibreira no bairro Partenon e em São Borja, a praça construída durante a sua gestão na Prefeitura com o nome de Praça Ivan Goulart, desde 1970 leva o nome de Pracinha Marcirio Goulart Loureiro em memória.